# Hinton Martell
Hinton Martell est un village situé dans le comté de Dorset, en Angleterre.